# Callisia fragrans
Callisia fragrans, popularnie nazywana złotym wąsem – gatunek rośliny należący do rodziny komelinowatych (Commelinaceae). Pochodzi z Ameryki Środkowej (półwysep Jukatan) i południowej części Ameryki Północnej (środkowy i północny Meksyk), rozprzestrzeniła się także na Florydzie. W wielu krajach, również w Polsce jest uprawiana jako roślina ozdobna. Czasami błędnie nazywana jest trzykrotką.

## Morfologia
PokrójBylina osiągająca 60 cm wysokości. W swoim naturalnym środowisku rośnie w poszyciu lasów tropikalnych. Rośnie szybko, rozmnaża się łatwo przez długie, płożące się pędy, które ukorzeniają się w każdym węźle, jeśli tylko znajdzie się on na ziemi.
LiścieSztyletowate, o długości ok. 30 cm, o brzegach wybarwionych na matowopurpurowo.
KwiatyWiosną tworzy liczne, bardzo małe i wonne kwiaty.

## Zastosowanie
W krajach o ciepłym klimacie (strefy 9-11) jest uprawiana w gruncie jako roślina ozdobna. W Polsce jest uprawiana jako roślina pokojowa, szczególnie kultywar `Melnikoff`` mający bardziej zwarte rozety liściowe i liście żółtopaskowane. Może być uprawiana samodzielnie lub jako roślina okrywowa w dużych donicach pod większymi roślinami. Uprawiane są również inne gatunki z tego rodzaju: Callisia repens i Callisia elegans.

## Uprawa
- Wymagania. Roślina łatwa w uprawie. Wymaga silnego, ale rozproszonego światła. Zbyt silne światło powoduje, że jej pędy zabarwiają się na fioletowo i roślina szybciej starzeje się, przy zbyt słaby oświetleniu pędy są wydłużone i rzadko ulistnione. Najlepiej jest uprawiać ją przy zachodnim lub wschodnim oknie, dobrze też rośnie w kuchni czy łazience (bo jest wilgotniej). Lubi niższe temperatury; powyżej 23 °C rośnie szybko i szybko starzeje się, najładniejszy, zwarty pokrój ma przy temp. 10-15 °C. Lubi wilgotne powietrze i wilgotną glebę, ale nadmierne podlewanie powoduje gnicie korzeni. Na dnie doniczki powinien być drenaż.
- Uprawa. Ze względu na zwisające pędy najlepiej uprawiać roślinę w wiszącej doniczce. Nawozi się rzadko (raz w miesiącu nawozem wieloskładnikowym), zbyt silne nawożenie powoduje nadmierny wzrost. Często trzeba przesadzać do większych doniczek; młode rośliny dwa razy w ciągu roku.
- Rozmnażanie. Roślina rośnie szybko i szybko się starzeje. Jest długowieczna, ale starsze pędy ogałacają się z dolnych liści i stają się nieładne. W związku z tym trzeba ją często odmładzać z nowych sadzonek. Wytwarza się je łatwo przez ukorzenianie wierzchołkowych kawałków pędu, umieszczając je od razu po kilka sztuk w doniczce ziemią. Gdy zaczną rosnąć, uszczykuje się im wierzchołki aby się rozgałęziały.